# Scorched Earth (Computerspiel)
Scorched Earth (engl.: Verbrannte Erde) ist ein Shareware-Artillery-Computerspiel für MS-DOS, das 1991 von Wendell Hicken geschrieben wurde und ein Remake von Tank Wars ist, welches 1986 von Kenny Morse geschrieben wurde. Das Genre geht auf ein Spiel von 1976 zurück, bekannt wurde es mit Artillery von 1980 für den Apple II.

## Beschreibung
Jeder der bis zu zehn Spieler hat einen Panzer, mit dem er auf einer 2D-Karte steht, und andere Panzer treffen muss. Der Spieler kann lediglich Feuerkraft und den Schusswinkel einstellen, um einen der gegnerischen Panzer zu zerstören. Als natürlichen Einflussfaktor gibt es Wind, der die ballistische Geschossflugbahn ändert. Je nach Karte, können auch Blitze (bei Gewitter) die Panzer beschädigen.
Wer eine Runde gewonnen hat, erhält je nach Trefferzahl Geld, mit dem er weitere Waffen und Verteidigungssysteme kaufen kann. Von kleinen Missiles bis zum MIRV oder einer Atombombe ist alles erhältlich. Auch sogenannte Digger kann man kaufen, um die Landschaft zu zerstören.
Es existieren neben dem Original Tank Wars noch zahlreiche neuere Umsetzungen, wie zum Beispiel Scorched 3D oder das kommerziell recht erfolgreiche  Worms.